# Nicolaas II van Schwerin
Nicolaas II van Schwerin ook bekend als Niklot II bijgenaamd Pyst (overleden op 21 februari 1350) was van 1327 tot 1344 mede-graaf van Schwerin-Wittenburg en van 1344 tot aan zijn dood mede-graaf van Schwerin.

## Levensloop
Nicolaas II was de zoon van graaf Niklot I van Schwerin en diens tweede gemalin Miroslawa van Pommeren, dochter van hertog Barnim II van Pommeren. Na de dood van zijn vader in 1323 werd hij met zijn oudere halfbroer Günzel VI graaf van Schwerin-Wittenburg. Na de dood van Günzel VI in 1327 regeerde Nicolaas II samen met Günzels zoon Otto I.
Nadat in 1344 zijn neef Hendrik III, graaf van Schwerin-Neustadt en Marnitz, zonder nakomelingen overleed, erfden Nicolaas II en Otto I diens graafschap. Hiermee werd het graafschap Schwerin herenigd. 
In maart 1349 huwde hij met Elisabeth van Berge, dochter van graaf Wedekind van Berge. Nog geen jaar na het huwelijk stierf hij zonder nakomelingen na te laten. Zijn weduwe keerde daarop terug naar het graafschap van haar vader en werd daarna abdis in de abdij van Herford.